# Nippon Kaiji Kyokai
Nippon Kaiji Kyōkai (jap. 日本海事協会; znane pod skrótami: ClassNK lub NK) – japońskie towarzystwo klasyfikacyjne, powstałe w 1899 roku, z siedzibą centrali w Tokio.
NKK szybko się rozwijało i w roku 1929 osiągnęło w sumie 1 000 000 RT wszystkich jednostek znajdujących się pod swoim nadzorem. Obecnie ta wielkość wynosi 126 000 000 RT, a liczba statków przekracza 6 200.
Nippon Kaiji Kyōkai posiada przedstawicielstwa w ponad 70 miejscach na świecie.
Przeglądy dokonywane przez NKK i wydawane na tej podstawie dokumenty uznawane są za rządowe.
Nippon Kaiji Kyōkai jest członkiem IACS.